# واسون ومسألة الاختيار

كل كارت له رقم على جانب، ورقعة ملونة على الجانب الآخر. أيّ الكروت يجب أن تَنقلب لاختبار فكرة أنّه إذا وُجد رقم زوجي على وجه أحد الكروت، يكون ظهره أحمر اللون؟

مسألة الاختيار لِواسون (أو مشكلة البطاقات الأربعة) هي أُحجية تعتمد على المنطق ابتكرها بيتر كاثكارت واسون عام 1966. إنها إحدى أشهر المسائِل في دراسة الاستدلال بالاستنباط. ومثالًا على تلك الأحجية:
يُعرَض أمامك مجموعة مكونة من أربعة بطاقات على منضدة، كل بطاقة لها رقم على جانب، ورقعة ملونة على الجانب الآخر. الأوجه الظاهرة عليها 3، 8، الأحمر والبني. أيّ البطاقات يجب أن تَقلبها لاختبار مدى صِحة افتراض أنّه إذا وُجد رقم زوجي على وجه إحدى البطاقات، يكون الوجه الآخر أحمر اللون؟